# Чикагский душитель
«Чика́гский души́тель» (англ. Chicago Strangler) — прозвище неопознанного американского серийного убийцы, который подозревается в совершении как минимум 55 убийств девушек и женщин, сопряжённых с изнасилованиями, совершённых в период с 2001 по 2018 год в Южно-западной части города Чикаго. Объединение убийств произошло только в 2018 году, до этого момента эти преступления считались совершёнными разными людьми. Тем не менее представители Департамента полиции Чикаго в 2019 году заявили СМИ, что в городе, возможно, действуют несколько серийных убийц.

## Жертвы
В качестве жертв неизвестный преступник выбирал девушек и женщин преимущественно афроамериканского происхождения в возрасте от 18 до 58 лет. Большинство из убитых являлись проститутками или представителями маргинального слоя общества, ранее сталкивавшимися с системой уголовного правосудия. Своих жертв неизвестный подвергал удушению и оставлял в заброшенных зданиях, переулках, мусорных баках, парках и снежных сугробах. В ноябре 2007 года преступник в течение двух дней убил двух женщин, поместил их трупы в мусорные баки, после чего поджег их. Большая часть убийств была совершена возле парка Вашингтон в южной части города с высокой криминогенной ситуацией в близлежащих районах, и возле парка Гарфилд в западной части Чикаго.